# Camponotus magister
Camponotus magister är en myrart som beskrevs av Santschi 1925. Camponotus magister ingår i släktet hästmyror, och familjen myror.

## Underarter
Arten delas in i följande underarter:
- C. m. magister
- C. m. tibestiensis